# 金子圭介

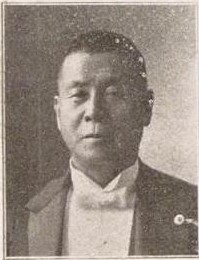
金子圭介

金子 圭介（かねこ けいすけ、1852年7月20日（嘉永5年6月4日） - 1937年（昭和12年）8月30日）は、日本の政治家。衆議院議員（1期）。

## 経歴
山口県出身。造林業と鉱山業を営む。北港製糖、台湾貯蓄銀行、台湾商工銀行各取締役、台湾毎日新聞社、台湾建物、朝鮮皮革各(株)監査役となる。
1912年の第11回衆議院議員総選挙において山口県郡部から立憲政友会公認で立候補して当選。衆議院議員を1期務めた。1915年の第12回衆議院議員総選挙には立候補しなかった。1937年死去。